# Martin Müller (zapaśnik)
Martin Müller (ur. 25 lipca 1966) – szwajcarski zapaśnik walczący w stylu wolnym. Dwukrotny olimpijczyk. Siódmy w Barcelonie 1992 i dwudziesty w Atlancie 1996. Walczył w kategorii 62 kg. Cztery razy brał udział w mistrzostwach świata a jego najlepszy wynik to jedenaste miejsce w 1994. Zajął czwarte miejsce w mistrzostwach Europy w 1995 i piąte w 1992. Wicemistrz świata juniorów z 1983 roku.
- Turniej w Barcelonie 1992

W pierwszej rundzie wygrał z zawodnikiem Indii Dharanem Singhem Dahiyą i Grekiem Jeorjosem Mustopulosemem, a przegrał z Askari Mohammadijanem z Iranu i Musą Ilhanem z Australii. W pojedynku o siódme miejsce pokonał Sin Sang-gyu z Korei Południowej.
- Turniej w Atlancie 1996

Przegrał z Białorusinem Siarhiejem Smalem i Kanadyjczykiem Marty Calderem.